# Аеропорт Летфотар
Аеропорт Летфотар (IATA : MOM, ICAO : GQNL) — аеропорт поблизу міста Муджерія (مودجيريا), регіон Тагант, Мавританія. Аеропорт має злітно-посадкову смугу, навігаційні засоби та основні засоби для комерційного обслуговування пасажирів і вантажів.